# Cult of the Lamb
Cult of the Lamb – komputerowa gra akcji z elementami roguelike oraz symulatora budowy i zarządzania, opracowana przez australijskie studio Massive Monster i wydana przez Devolver Digital 11 sierpnia 2022 roku na platformach Windows, PlayStation 4, PlayStation 5, Xbox One, Xbox Series X/S oraz Nintendo Switch.
Fabuła Cult of the Lamb opowiada o losach baranka, który po uprowadzeniu przez cztery bóstwa Starej Wiary zostaje uratowany przez tajemnicze bóstwo The One Who Waits (pol. Ten, który czeka). Obdarzony nowym życiem oraz Czerwoną Koroną, baranek rozpoczyna budowę kultu ku czci swojego wybawcy, walcząc z bóstwami Starej Wiary w czterech lochach. Po ich pokonaniu staje przed dylematem, czy spełnić pierwotny pakt i poświęcić własne życie, czy wystąpić przeciwko The One Who Waits, co prowadzi do różnych zakończeń gry.
Rozgrywka w Cult of the Lamb łączy eksplorację lochów, zarządzanie osadą i rozwój kultu. Rozwój kultu w grze polega na zdobywaniu nowych wyznawców oraz budowaniu struktur w swojej siedzibie. Kluczowym elementem są tzw. Crusade Runs, podczas których baranek walczy z przeciwnikami, zdobywa zasoby i werbuje wyznawców. Walka toczy się w czasie rzeczywistym, z użyciem różnych broni i strategii.
Cult of the Lamb spotkała się z ogólnie przychylnym odbiorem krytyków, odniosła sukces komercyjny oraz zdobyła liczne nagrody branżowe.

## Fabuła
Akcja gry rozpoczyna się w krainie Starej Wiary (ang. Old Faith), gdzie główny bohater, bezimienny baranek, zostaje porwany przez cztery bóstwa rządzące tym światem i złożony w ofierze na rytualnym ołtarzu. Bóstwa ogłaszają, że zgodnie ze starożytnym proroctwem baranek doprowadzi do upadku ich kultu oraz uwolni istotę znaną jako The One Who Waits (pol. Ten, który czeka). W momencie składania ofiary pojawia się tajemnicze bóstwo, będące prastarą istotą zdradzoną i uwięzioną w przeszłości przez pozostałą czwórkę. Obdarza ono baranka nowym życiem oraz tak zwaną Czerwoną Koroną, domagając się w zamian założenia kultu ku własnej czci i szerzenia jego wpływów. Po przyjęciu propozycji baranek powraca do świata żywych, gdzie spotyka szczura imieniem Ratau, byłego przywódcę sekty oddanej bóstwu The One Who Waits. Ratau prowadzi go do opuszczonej doliny, w której baranek rozpoczyna budowę nowej wspólnoty kultowej.
W toku rozgrywki bohater rozwija kult, pozyskując nowych wyznawców i wznosząc sakralne budowle, takie jak ołtarze i świątynie. Jednocześnie wyrusza na ekspedycje do czterech głównych lochów, z których każdy stanowi domenę jednego z bogów Starej Wiary. W każdej z tych lokacji baranek walczy z zastępami przeciwników, zdobywając jednocześnie zasoby oraz unikalne przedmioty niezbędne do rozwoju jego kultu. Na końcu każdego lochu staje do pojedynku z bossem, który jest jednym z bóstw i przywódcą danej domeny. Po pokonaniu każdego z czterech bogów Starej Wiary bohater zbliża się do ostatecznej konfrontacji. W trakcie tych starć i wraz z postępem gry zdobywa siłę niezbędną do stawiania czoła coraz potężniejszym przeciwnikom. W ten sposób baranek wypełnia proroctwo, gdyż pokonując bóstwa, niszczy fundamenty Starej Wiary.
Kulminacyjnym momentem fabuły jest spotkanie baranka z istotą The One Who Waits, która go ocaliła. Gracz staje przed kluczową decyzją: może dobrowolnie spełnić pierwotny pakt i poświęcić się, co prowadzi do zakończenia gry przez złożenie postaci w ofierze, albo odmówić śmierci i rozpocząć walkę z bóstwem. Jeśli baranek podejmie walkę, możliwe są dwa główne zakończenia: może zabić istotę The One Who Waits lub jej przebaczyć. W standardowym zakończeniu bohater wybiera drogę zdrady dawnego wybawiciela i unicestwia go, co paradoksalnie prowadzi do spełnienia proroctwa Starej Wiary, gdyż baranek niszczy wszystkie jej bóstwa. Alternatywnie gracz może obdarzyć The One Who Waits łaską; po pokonaniu jej baranek może włączyć istotę do własnego kultu, nawet poprzez symboliczne „małżeństwo” z bóstwem. Każda z tych opcji prowadzi do odmiennego zakończenia gry. Motywy zemsty, poświęcenia oraz bezwzględnej władzy pozostają ze sobą ściśle powiązane na każdym etapie opowieści.
Motywem przewodnim Cult of the Lamb jest konflikt między starą a nową wiarą oraz cena, jaką należy ponieść za zdobycie boskich mocy. Gra przedstawia historię bohatera, który w zamian za ocalenie zostaje zobowiązany do szerzenia kultu tajemniczej istoty. W fabule nawiązano także do motywów faustowskich, w których to bohater zawiera pakt z nadprzyrodzoną istotą w zamian za różne korzyści.

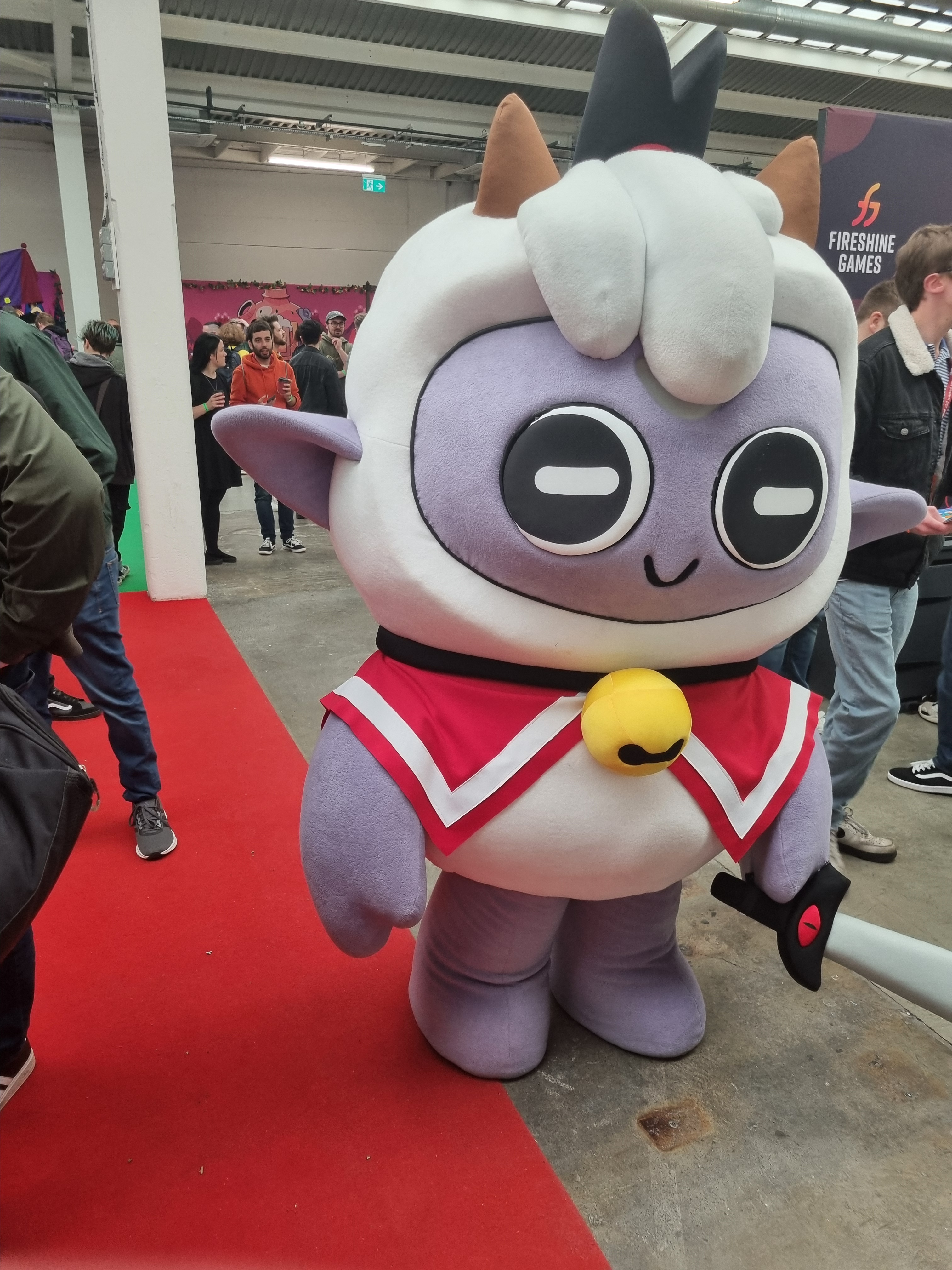
Kostium przedstawiający baranka z gry

## Rozgrywka
Rozgrywka w Cult of the Lamb łączy elementy kilku gatunków gier, w tym eksploracyjnej gry akcji typu roguelike, symulatora budowy osady oraz symulatora budowy i zarządzania. Gracz wciela się w baranka ocalonego przed rytualnym poświęceniem przez mroczne bóstwo. W zamian za ocalenie bohater zostaje zobowiązany do założenia i rozwoju kultu oddającego cześć swojemu wybawcy. Podstawowy mechanizm rozgrywki opiera się na naprzemiennym eksplorowaniu lochów w celu zdobywania zasobów oraz zarządzaniu wyznawcami w osadzie, którzy wspierają rozwój kultu, odblokowując nowe funkcje.
Jednym z głównych elementów rozgrywki w Cult of the Lamb są tzw. Crusade Runs, czyli wyprawy w stylu krucjat, podczas których gracz walczy z przeciwnikami, zdobywa zasoby oraz werbuje nowych wyznawców. Starcia odbywają się w czasie rzeczywistym, a postać gracza ma do dyspozycji różnorodny arsenał, obejmujący m.in. miecze, bicze, broń dystansową oraz muszkiety. W trakcie walki obecne są elementy zręcznościowe, a kluczowe znaczenie ma właściwy dobór broni, premii (modyfikatorów) oraz strategii ataku. Pokonywanie bossów i hord przeciwników umożliwia zdobycie surowców i artefaktów, które odblokowują nowe możliwości rozwoju. Każda porażka w lochu skutkuje spadkiem poziomu wiary (Faith) wśród członków kultu, co wpływa na dalszy przebieg rozgrywki. Pojedyncza eksploracja lochu trwa zazwyczaj około dziesięciu minut.
Ważnym elementem rozgrywki w Cult of the Lamb jest także zarządzanie kultem. Gracz buduje nowe struktury w siedzibie wspólnoty, takie jak domy, farmy, ołtarze czy kuźnie, a także odprawia rytuały i wygłasza kazania w celu umacniania wiary swoich wyznawców. Wyznawcy wytwarzają zasób zwany Devotion, który umożliwia odblokowywanie nowych struktur, doktryn oraz bonusów dla kultu. Kluczowym elementem rozgrywki jest także wskaźnik Faith (pol. wiara), odzwierciedlający poziom zadowolenia i lojalności wyznawców. Jego utrzymanie ma istotne znaczenie dla zachowania kontroli nad wspólnotą oraz dalszego rozwoju.
Gracz zdobywa nowe umiejętności oraz opcje rozwoju dzięki mechanice „Boskiego natchnienia”, która pozwala na rozbudowę kultu i odblokowywanie kolejnych receptur rzemieślniczych. Równocześnie musi troszczyć się o potrzeby wyznawców, przygotowując posiłki, dbając o czystość, odprawiając rytuały oraz utrzymując wysokie morale wspólnoty. W miarę postępów w grze dochodzi do czterech kluczowych starć z bóstwami, zwanymi także biskupami, którzy po pokonaniu mogą zostać przyjęci jako nowi członkowie kultu.
Oprócz głównej bazy kultu oraz lochów, gracz ma dostęp do pobocznych lokacji, w których znajdują się postacie niezależne oferujące minigry i dodatkowe aktywności. Przykładowo, w Lonely Shack przewodnik Ratau umożliwia graczowi udział w grze w kości, co pozwala pomnożyć zgromadzone zasoby, natomiast w Pilgrim’s Passage możliwe jest łowienie ryb, stanowiących źródło pokarmu dla wyznawców kultu.
Na poziomie projektowym deweloperzy połączyli elementy roguelike i symulatora, czerpiąc inspirację z gier takich jak Enter the Gungeon czy The Binding of Isaac, które oferują nieskończoną regrywalność i emergentne narracje, oraz z symulatorów kolonii, takich jak RimWorld, które umożliwiają dynamiczne tworzenie historii przez działania gracza. Rozgrywka opiera się na naprzemiennym wykonywaniu krótkich „krucjat” oraz zarządzaniu kultem, obejmującym budowanie struktur, karmienie wyznawców i dbanie o ich potrzeby. Przez zastosowanie opowieści emergentnej, której przebieg zależy od decyzji gracza każda rozgrywka jest unikalna.
Ukończenie głównego wątku fabularnego zajmuje przeciętnie około 14 godzin, przy czym czas ten może się wydłużyć w przypadku wyboru najwyższego poziomu trudności. Pełne ukończenie gry, obejmujące zarówno główną linię fabularną, jak i odblokowanie wszystkich ulepszeń oraz umiejętności, zajmuje około 17 godzin. Zdobycie wszystkich dostępnych trofeów i osiągnięć wymaga natomiast około 21 godzin rozgrywki.

## Produkcja
Cult of the Lamb zostało stworzone przez niezależne, australijskie studio Massive Monster, założone w 2016 roku przez twórców dawnych gier flash, we współpracy z Devolver Digital jako wydawcą.
Studio Massive Monster, które wcześniej specjalizowało się w grach o kreskówkowej, dziecięcej estetyce. Z powodu ograniczonego zasięgu takich tytułów, które kierowane były do młodszych graczy, twórcy zdecydowali się na połączenie stylu graficznego, opartego na uroczych zwierzętach w połączeniu z mrocznymi, horrorowymi elementami, zachowując spójność stylistyczną. Głównym założeniem było stworzenie kontrastu między „słodkim a makabrycznym”, przy jednoczesnym unikaniu groteskowości i nadmiernej brutalności. Inspiracje czerpano m.in. z filmów Midsommar i Kult. Decyzja o oparciu świata przedstawionego na antropomorficznych zwierzętach miała na celu złagodzenie ciężkich w odbiorze treści, takich jak rytuały czy ofiary, i umożliwiła zachowanie lekkiego, kreskówkowego charakteru grafiki. Projektowanie postaci wiązało się z iteracyjnym procesem korekty, gdzie elementy zbyt „urocze” były modyfikowane na bardziej złowrogie. System przeciwników zakładał, że bossowie po pokonaniu stają się członkami kultu, przyjmując bardziej przyjazną formę. Pomysł na to pojawił się w środkowej fazie produkcji.
Inspiracją dla mechaniki gry były symulatory takie jak Stardew Valley, RimWorld, Don’t Starve, Oxygen Not Included oraz gry typu roguelike jak The Binding of Isaac, Enter the Gungeon, Hades.
Proces tworzenia głównego bohatera przeszedł wiele zmian koncepcyjnych. Ostatecznie zdecydowano się na baranka ze względu na religijne konotacje i symbolikę ofiary. Roboczym tytułem gry było The Sacrificial Lamb, a scena rytualnego poświęcenia bohatera istniała już na wczesnym etapie rozwoju.
Prace graficzne prowadzone były we współpracy między dyrektorem artystycznym a zespołem kreatywnym, w oparciu o prototypy przygotowywane przez programistów. Część materiałów koncepcyjnych trafiła do artbooka, który zawiera szkice, niewykorzystane projekty oraz fragmenty ze wczesnych wersji gry.
Gra została wydana 11 sierpnia 2022 roku na platformy Windows, PlayStation 4, PlayStation 5, Xbox One, Xbox Series X/S oraz Nintendo Switch.

### Rozwój
Od początku produkcji twórcy zakładali długoterminowe wsparcie tytułu poprzez aktualizacje rozwijające fabułę, zwiększające liczbę dostępnych zwierząt, przeciwników, broni oraz mechanik interakcji z kultystami. Pod koniec grudnia 2022 roku, podczas prezentacji zorganizowanej przez wydawców tytułu, zaprezentowano przyszłe plany na rozwój gry i aktualizacje. Na początku stycznia 2023 roku zapowiedziano aktualizację gry, która miała rozbudować między innymi system walki, w tym walki z bosami. Chwilę przed jej wydaniem zapowiedziano wypuszczenie mniejszej łatki, której celem miała być poprawa błędów.
20 kwietnia 2023 roku twórcy zapowiedzieli wydanie dużej aktualizacji Relics of the Old Faith, która ukazała się 24 kwietnia tego roku. Aktualizacja, określana także mianem darmowego rozszerzenia, dodała do gry między innymi nowy, fabularny tryb gry dostępny po pokonaniu wszystkich bosów. Tryb zapewnia nowe wyzwania oraz aktywności, dostępne po ukończeniu podstawowej linii fabularnej. Dodane zostały także relikty dające pomocne w rozgrywce efekty na postać. Aktualizacja przebudowała w pewnym stopniu również system lochów w grze, dodała nowe postacie oraz zadania z nimi związane oraz tryb fotograficzny. W dniu premiery aktualizacji wydane zostało także płatne rozszerzenie Heretic Pact.
Na początku stycznia 2024 roku twórcy zapowiedzieli wydanie kolejnej, dużej aktualizacji do gry o nazwie Sins of the Flesh, która miała być największą z dotychczas wydanych. 8 stycznia został opublikowany zwiastun aktualizacji. Aktualizacja została opublikowana 16 stycznia 2024 roku i dodała do gry między innymi nowy „system postępów”, który zwiększył złożoność zarządzania kultem, nowe struktury do budowy w siedzibie kultu, nowe bronie oraz zbroje, a także możliwość posiadania przez kultystów potomstwa.
Podczas kolejnego wydarzenia organizowanego przez wydawców w czerwcu 2024 roku, zapowiedziano do gry aktualizację Unholy Alliance, która dodaje do gry tryb współpracy, aby móc grać w grę w dwie osoby. Z tego powodu przebudowane zostało w grze wiele systemów, w tym minigry. Dodana została nowa postać kozy, oraz wiele nowych struktur budowlanych, cech charakteru postaci, runy i zadania. Aktualizacja została wydana 12 sierpnia 2024 roku, a wraz z nią został wydany dodatek o nazwie Pilgrim Pack, który wprowadził do gry unikalny format w formie interaktywnych komiksów. Dodatek daje możliwość rozegrania pobocznych historii, na których przebieg wpływ mają decyzje podejmowane przez graczy. Za warstwę wizualną komiksu odpowiadał Carles Dalm a za scenariusz Jojo Zhou. Przejście historii odblokowuje kosmetyczne elementy, które można zastosować na postaciach w kulcie.
Współzałożyciel studia wydającego grę, Nigel Lowrie, uznał, że gry w pierwszej kolejności powinny zostać sprzedawane w klasyczny sposób i wyraził niechęć do włączania tytułów do różnych ofert subskrypcyjnych już w dniu premiery. Uznał, że do włączenia gry do jednej z takich ofert, powinien minąć odpowiedni okres czasu od sprzedaży. Gra była dostępna w jednej z takiej ofert, PS Plus, w jednogodzinnej wersji próbnej. Gra została włączona do oferty w pełnej wersji dopiero po około roku od premiery – pod koniec sierpnia 2024 roku zapowiedziano dodanie gry do oferty subskrypcji PS Plus w wersji Ultra i Premium firmy Sony na PlayStation 4 i PlayStation 5.
Twórcy gry uznali, że aktualizacja Unholy Alliance była najprawdopodobniej ostatnią tak dużą aktualizacją, a rozwój gry będzie się skupiał na wydawaniu płatnych dodatków. Dyrektor Kreatywny gry, Julian Wilton zasugerował, że w przyszłych projektach mogą wrócić do planowanych w przeszłości mechanik. Dla przykładu, dodana w aktualizacji wprowadzającej tryb współpracy postać kozy była obecna już w początkowych szkicach projektu gry. Twórcy gry zapowiedzieli wspieranie tytułu nowymi pomysłami do momentu aż jej społeczność graczy będzie aktywna.

### Konflikt z Unity
Gra została stworzona na silniku Unity. W reakcji na ogłoszoną przez firmę Unity zmianę polityki monetyzacji swojego silnika, studio Massive Monster ogłosiło zamiar usunięcia gry ze sprzedaży 1 stycznia 2024 roku. Zmiany te miały wprowadzić tzw. runtime fee, czyli opłatę za każdą instalację gry po przekroczeniu progów 200 000 pobrań i 200 000 dolarów przychodu (w przypadku wersji darmowej Unity), lub wyższych progów dla użytkowników wersji płatnej (Unity Pro). Studio podkreśliło, że jego dotychczasowe oraz planowane projekty powstawały z użyciem silnika Unity, a wprowadzenie opłat wiązałoby się z koniecznością zmiany technologii oraz nabycia nowych kompetencji, co oznaczałoby znaczące opóźnienia w produkcji przyszłych tytułów. Massive Monster zaznaczyło również, że wprowadzenie nowych zasad przez Unity stanowiło by poważne zagrożenie dla całego środowiska deweloperów indie. Ogłoszenie miało również charakter protestu. Studio zaapelowało do graczy o zakup Cult of the Lamb przed 1 stycznia 2024 roku, ostrzegając, że gra zostanie usunięta z dystrybucji. Gra została jednak w sprzedaży i nie została usunięta.

## Ścieżka dźwiękowa
Autorem ścieżki dźwiękowej do Cult of the Lamb jest Narayana Johnson, znany również jako River Boy, wcześniej związany z duetem Willow Beats. Kompozytor czerpał inspiracje z dzieciństwa spędzonego w naturalnym otoczeniu australijskiego regionu Northern Rivers, co przejawia się w połączeniu dźwięków nawiązujących do przyrody z elektroniczną produkcją. Muzyka w grze pełni między innymi rolę narracyjną. W obozie kultystów muzyka jest lekka i niepoważna, natomiast podczas walk i rytuałów staje się mroczna i plemienna, często z elementami dubstepu czy flamenco. Charakterystyczne dla muzyki w grze są elektroniczne wokalizy oraz rytmiczne bębny.
Ścieżka dźwiękowa z gry była dostępna do zakupu na stronie gry w serwisie Steam w dniu premiery.
21 października 2024 roku studio Massive Monster ogłosiło wydanie minialbumu zatytułowanego Hymns of the Unholy, zawierającego metalowe remiksy utworów ze ścieżki dźwiękowej w wykonaniu Pick Up Goliath, z udziałem obecnych i byłych członków zespołów Light the Torch, Trivium, While She Sleeps, Polyphia i innych. 3 kwietnia 2025 roku studio Massive Monster poinformowało, że River Boy zmarł.

## Marketing
Zapowiedź gry została opublikowana wraz z pierwszym zwiastunem oraz galerią zrzutów ekranu. Oficjalna strona internetowa projektu została udostępniona przez wydawcę w sierpniu 2021 roku. 
Przed premierą gra została zaprezentowana podczas Steam Next Fest, wydarzenia umożliwiającego niezależnym twórcom dotarcie do szerokiego grona odbiorców i zebranie opinii. Cult of the Lamb uplasowała się na pierwszym miejscu we wszystkich trzech głównych kategoriach festiwalu, co doprowadziło do gwałtownego wzrostu liczby zapisów na listach życzeń przed premierą, na serwisie Steam. Tytuł zaprezentowano także między innymi podczas pokazu gier wydawcy Devolver Digital w czerwcu 2022 roku. Na platformie Steam pojawiła się także przedpremierowa wersja demo gry.
Cult of the Lamb promowano jako produkcję łączącą urokliwą stylistykę z mrocznym humorem oraz niecodziennym podejściem do tematyki kultów religijnych.
Gra została wyposażona w funkcję integracji z platformą Twitch, co umożliwia streamerom zaangażowanie swojej publiczności w rozgrywkę. Wyznawcy w grze mogą nosić imiona widzów z czatu, co wpływa na ich zaangażowanie. Twórcy gry uznali to za naturalny sposób dotarcia do szerokiego grona odbiorców i przewidują, że tego rodzaju rozwiązania staną się bardziej powszechne w przyszłości.

## Dodatki
| Data premiery    | Nazwa        | Opis | Źródło                      |
| ---------------- | ------------ | --- | --------------------------- |
| 11 sierpnia 2022 | Cultist Pack | Dodatek dodaje zestaw kosmetyczny do gry, a wraz z nim siedem nowych dekoracji oraz pięć nowych postaci.                                                      | [ 46 ] [ 47 ] [ 48 ]        |
| 24 kwietnia 2023 | Heretic Pack | Dodatek dodaje nowe ozdoby bazy, nowe postacie oraz pelerynę dla głównej postaci.                                                                             | [ 49 ] [ 50 ]               |
| 15 stycznia 2024 | Sinful Pack  | Dodatek wprowadza zestaw kosmetyczny a wraz z nim pięć nowych postaci, sześć nowych strojów dla wyznawców, sześć dekoracji oraz nową szatę dla baranka.       | [ 51 ] [ 52 ] [ 53 ] [ 54 ] |
| 12 sierpnia 2024 | Pilgrim Pack | Dodatek dodaje interaktywne, poboczne historie w postaci komiksów, nowe misje oraz przedmioty, w tym przedmioty kosmetyczne przeznaczone dla wyznawców kultu. | [ 32 ] [ 55 ] [ 56 ]        |

## Odbiór
Cult of the Lamb zostało przyjęte z "ogólnie pozytywnym" odbiorem według agregatora recenzji Metacritic. GameSpot wyróżnił system walki jako "dynamiczny, płynny i satysfakcjonujący", podkreślając również rozbudowane możliwości dostosowywania rozgrywki oraz mnogość wyborów dostępnych dla gracza, które znacząco zwiększają potencjał ponownych rozgrywek. Nintendo Life doceniło różnorodność elementów dungeon crawlera, stwierdzając: "Nowe układy lokacji i zestawy wyposażenia sprawiają, że każda rozgrywka jest unikalna, a intensywne i chaotyczne starcia wymagają pełnego skupienia". Recenzenci z Destructoid zwrócili uwagę na przystępność mechanik gry: "Przy wszystkich elementach, które wchodzą w grę, Cult of the Lamb przedstawia wszystko w przystępnej formie". PC Gamer przeprowadził porównanie do serii Animal Crossing, sugerując, że gra przypomina ją "gdyby Tom Nook pragnął władzy zamiast pieniędzy", chwaląc jednocześnie system zarządzania sektą jako złożony, lecz nieprzytłaczający. IGN szczególnie docenił umiejętne zestawienie mrocznej tematyki z "uroczą, kreskówkową estetyką". W polskiej przestrzeni medialnej, serwis Gry-Online zinterpretował produkcję jako krytykę systemów religijnych i instytucji kościelnych.
Choć Game Informer docenił samą koncepcję gry, skrytykował ograniczone możliwości dostosowywania sekty, zaznaczając: „przy tylu elementach kosmetycznych wprowadzonych do gry, byłem rozczarowany, jak rzadko mogłem znaleźć czas, by się nimi zająć". The Washington Post negatywnie ocenił system walki, uznając, że często zamienia się w chaotyczny nieład: „perspektywa 2.5D sprawia, że trudno ocenić swoje położenie, nawet gdy nie ślizgasz się bezustannie po całym polu bitwy". Polygon natomiast pochwalił postacie napotykane w lochach, opisując je jako „naprawdę interesujące, z historiami ukrytymi i jednocześnie podkreślonymi przez urokliwą, książkowo-ilustrowaną stylistykę". Eurogamer wyróżnił walory wizualne produkcji, porównując jej oprawę graficzną do „najlepszej kreskówki z The New Yorker". 
Wydawcy gry napotkali się z zarzutami o szerzenie herezji od strony grupy graczy.
Trwała popularność kulturowa gry zaowocowała w 2024 roku stworzeniem atrakcji o nazwie „Cult of the Lamb Temple" podczas konwentu PAX Australia. W tej tematycznej instalacji zorganizowano dwie prawnie wiążące ceremonie ślubne pod szyldem „sekty", w których uczestniczyło kilkaset osób. Po wydarzeniu twórcy gry ujawnili, że otrzymali „setki zgłoszeń" od par pragnących zawrzeć związek małżeński w stworzonej przez nich świątyni. Dodatkowo River Boy, kompozytor ścieżki dźwiękowej do gry, zorganizował imprezę taneczną typu rave na terenie tej samej świątyni w trakcie trwania konwentu.

### Sprzedaż
W dniu premiery w grę grało jednocześnie ponad 61 tysięcy użytkowników, a tytuł trafił na pierwsze miejsce na liście bestsellerów platformy Steam. Po tygodniu od premiery grę zakupiło już milion użytkowników. Do października 2024 roku gra sprzedała się w ilości 4,5 miliona kopii.

### Nagrody
Gra zdobyła uznanie branży, otrzymując liczne nagrody i nominacje. 5 października 2022 roku podczas Australian Game Developer Awards tytuł zdobył cztery nagrody: Game of the Year, Excellence in Music, Excellence in Art oraz Excellence in Gameplay. 22 listopada 2022 roku na Golden Joystick Awards gra zwyciężyła w kategorii Best Indie Game oraz była nominowana do nagrody Best Visual Design. 8 grudnia 2022 roku podczas The Game Awards uzyskała nominację w kategorii Best Independent Game. 17 stycznia 2023 roku na New York Game Awards była nominowana do Big Apple Award for Best Game of the Year. 30 marca 2023 roku podczas British Academy Games Awards uzyskała trzy nominacje: Best Game, Game Design oraz Original Property. 24 kwietnia 2023 roku podczas Gayming Awards zdobyła nagrodę Game of the Year Award oraz była nominowana do Gayming Magazine Readers’ Award. 19 października 2023 roku podczas World Soundtrack Awards otrzymała nagrodę WSA Game Music Award.